# Dislike to False Metal
Dislike to False Metal è il sesto album in studio del gruppo musicale italiano Nanowar of Steel, pubblicato il 10 marzo 2023.

## Descrizione
L'album, pubblicato per l'etichetta Napalm Records, a differenza del precedente Italian Folk Metal è pensato per raggiungere un pubblico più variegato e internazionale. Dall'album vengono estratti i singoli Disco Metal e Pasadena 1994 (che vede la partecipazione di Joakim Broden dei Sabaton).

## Tracce
1. Sober – 3:53
2. Winterstorm in the Night (feat. Madeleine Liljestam) – 3:26
3. Disco Metal – 4:33
4. Muscle Memories – 4:04
5. Chupacabra Cadabra – 9:28
6. Pasadena 1994 (feat. Joakim Brodén) – 4:32
7. Metal Boomer Battalion – 4:23
8. Dimmu Boogie – 4:14
9. Protocol (of the Elders of Zion) of Love – 3:24
10. The Power of Imodium – 6:32

Durata totale: 48:29

## Formazione
- Potowotominimak – voce, cori
- Mr. Baffo – voce, cori
- Mohamed Abdul – chitarra
- Gatto Panceri 666 – basso
- Uinona Raider – batteria